# Edward Dymek
Edward Dymek (ur. 14 marca 1957 we Wrocławiu, zm. 29 lipca 2010 tamże) – polski aktor dziecięcy. Jeden z wiodących młodych aktorów, którzy rozwijali swoją karierę w okresie PRL-u. Mimo zaledwie trzech produkcji, zdobył ogromną popularność i na stałe wpisał się w historię polskiego kina.

## Życiorys
Młody aktor zadebiutował w popularnych serialach Stanisława Jędryki: Wakacje z duchami (1970), gdzie wcielił się w rolę Mandaryna i Podróż za jeden uśmiech (1971) – jako łobuziak z Radomia, który ma wadę wymowy. Miał wtedy zaledwie 13 lat, ale mimo młodego wieku wykazał ogromny talent. Współpracował z takimi aktorami jak Henryk Gołębiewski i Roman Mosior. Poza Wakacjami z duchami, Dymek jako nastolatek zagrał w wielokrotnie nagradzanym dramacie Janusza Nasfetera Abel, twój brat (1970). 
Po osiągnięciu pełnoletności, Dymek wstąpił do wojska, co okazało się trudnym okresem w jego życiu. Pomimo swojej rozpoznawalności i kariery aktorskiej, nie otrzymał żadnych przywilejów. W jednym z wywiadów wyznał, że próbowano go poniżyć i stłamsić, ale nikomu się to nie udało. Po opuszczeniu wojska, aktor założył rodzinę, wziął ślub i doczekał się córki. Niestety szybko zaczął mieć problem z nadużywaniem alkoholu. W rezultacie, żona i córka odsunęły się od niego.
W ostatnich latach życia utrzymywał się z renty i zbierania złomu. Zmarł w zapomnieniu, zmagał się z biedą i chorobą alkoholową. Pochowany został na cmentarzu komunalnym we Wrocławiu-Pawłowicach, żył w nieprzyzwoitych i skandalicznych warunkach, pozbawiony dostępu do prądu i kanalizacji. 

## Filmografia

### Filmy kinowe
- 1970: Abel, twój brat – jako Waldemar Pacuch
- 1971: Podróż za jeden uśmiech – jako Jacek Piróg „Papuas”

### Seriale
- 1970: Przygody psa Cywila – jako chłopiec (odcinek 7)
- 1970: Wakacje z duchami – jako Mandaryn Mandżaro
- 1971: Podróż za jeden uśmiech – jako Jacek Piróg „Papuas”, sepleniący łobuziak (odc. 3)